# Persib Bandung
Persatuan Sepak Bola Indonesia Bandung w skrócie Persib Bandung – indonezyjski klub piłkarski, grający w pierwszej lidze indonezyjskiej, mający siedzibę w mieście Bandung.

## Historia
Klub został założony 14 marca 1933 roku w wyniku fuzji kilku klubów SIAP, Soenda, Singgalang, Diana, Sun, Ovu, RAN, HBOM, JOP, MALTA i Merapi. Już w pierwszym roku po utworzeniu klub osiągnął sukces, gdy wywalczył wicemistrzostwo Indonezji. W latach 1934 i 1936 powtórzył to osiągnięcie, a w 1939 roku został po raz pierwszy w historii mistrzem kraju. Kolejne sukcesy Persib Bandung osiągał w latach 60. W 1961 roku wywalczył swoje drugie mistrzostwo kraju, a w 1966 roku swoje czwarte wicemistrzostwo. W latach 80. klub dwukrotnie został wicemistrzem - w sezonach 1982/1983 i 1984/1985 oraz raz mistrzem w 1986 roku. W latach 90. klub trzykrotnie sięgał po tytuł mistrzowski w sezonach 1989/1990, 1993/1994 i 1994/1995. Po utworzeniu Indonesia Super League Persib Bandung dwukrotnie zajmował miejsce na podium. W sezonie 2008/2009 zajął 3. miejsce, a w sezonie 2014 po raz pierwszy wygrał rozgrywki Super League.

## Stadion
Domowe mecze klub rozgrywa na stadionie Jalak Harupat Soreang, który może pomieścić 45 tysięcy widzów.

## Kibice

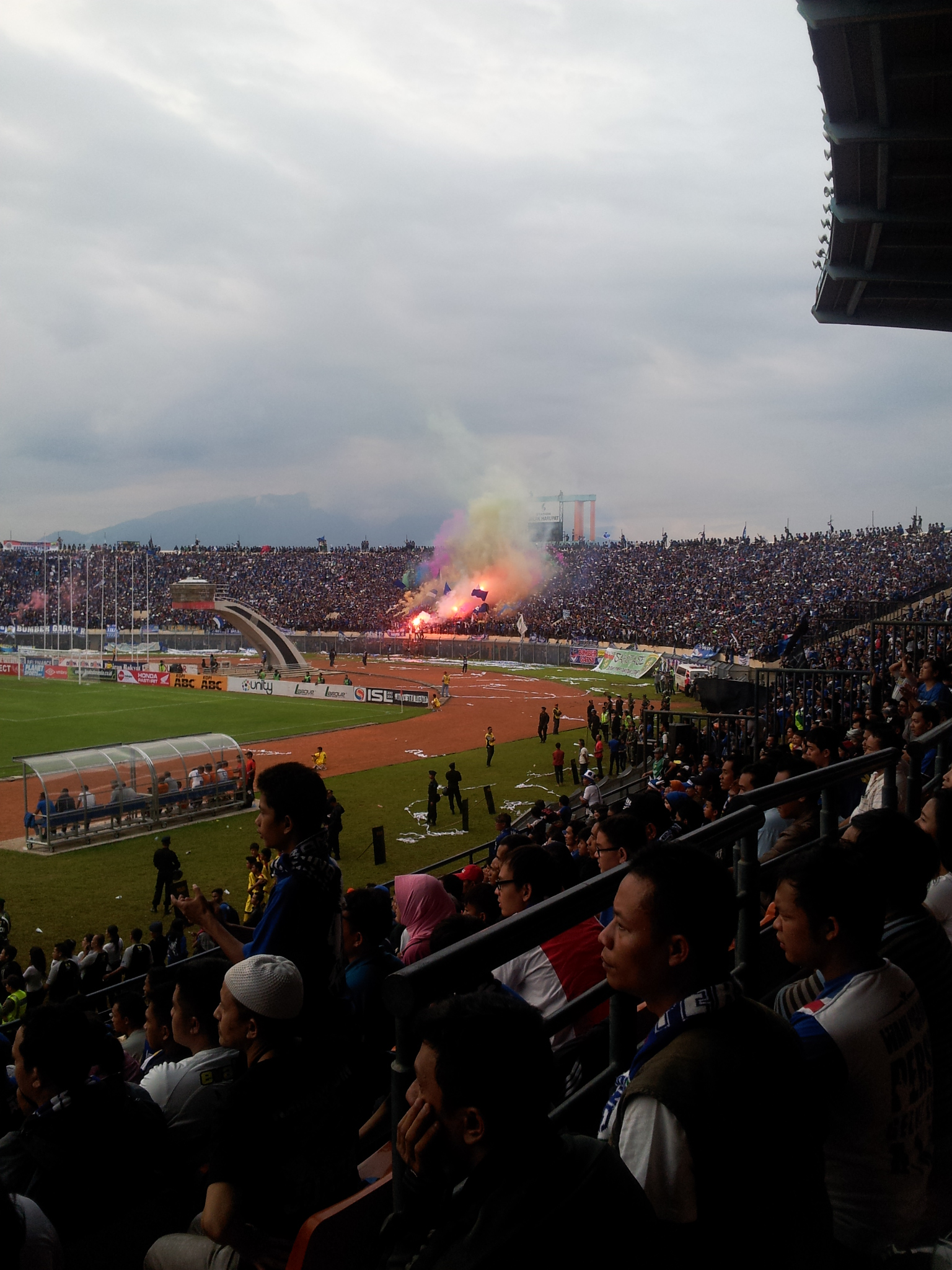
Kibice klubu na stadionie Jalak Harupat Soreang.

Kibice klubu Persib Bandung są nazywani Bobotoh. Istnieją także inne grupy kibiców. Wśród nich istnieją takie grupy jak Viking Persib Club, Bomber (Bobotoh Maung Bandung Bersatu), The Bomb's oraz Flowers City Casuals. Liczba kibiców Persib Bandung szacowana jest pomiędzy 5,3 a 5,5 miliona w całej Indonezji. Grupa kibiców Biking Persib Club utrzymuje dobre relacje z kibicami klubu Persebaya Surabaya.
Maskotką klubu jest Maung Bandung (Tygrys z Bandung).

## Rywale
Największymi rywalami klubu Persib Bandung są kluby Persebaya Surabaya, PSMS Medan oraz PSM Makassar.

## Sukcesy

### Domowe

#### Ligowe
- Indonesia Super League
  - mistrzostwo (1): 2014
  - 3. miejsce (3): 2008/2009

- Liga Indonesia
  - mistrzostwo (1): 1994/1995

- Perserikatan
  - mistrzostwo (5): 1939, 1961, 1986, 1989/1990, 1993/1994
  - wicemistrzostwo (6): 1933, 1934, 1936, 1966, 1982/1983, 1984/1985

#### Puchary
- Piala Soeratin
  - zwycięstwo (2): 2003, 2006

- Juara Cup
  - zwycięstwo (1): 1957

- Jusuf Cup
  - zwycięstwo (1): 1978

- Persija Cup
  - zwycięstwo (1): 1991

- Siliwangi Cup
  - zwycięstwo (4): 1981, 1989, 1994, 2000

- Kang Dada Cup
  - zwycięstwo (1): 2008

- Celebes Cup
  - zwycięstwo (1): 2012

- Walikota Padang Cup
  - zwycięstwo (1): 2015

### Międzynarodowe
- Pesta Sukan Brunei Darussalam
  - zwycięstwo (1): 1986
- Klubowe Mistrzostwa Azji
  - ćwierćfinał: 1995

## Skład na sezon 2015
| Nr | Poz. | Piłkarz                |
| -- | ---- | ---------------------- |
| 5  | PO   | Michael Essien         |
| 4  | OB   | Dias Angga Putra       |
| 6  | OB   | Tony Sucipto           |
| 7  | PO   | Atep (kapitan)         |
| 8  | PO   | Muhammad Taufiq        |
| 11 | PO   | Dedi Kusnandar         |
| 12 | BR   | Shahar Ginanjar        |
| 13 | OB   | Muhammad Agung Pribadi |
| 15 | PO   | Firman Utina           |
| 16 | OB   | Achmad Jufriyanto      |
| 17 | NA   | Rudiyana               |

| Nr | Poz. | Piłkarz               |
| -- | ---- | --------------------- |
| 18 | OB   | Jajang Sukmara        |
| 22 | OB   | Nasir Supardi         |
| 23 | PO   | Muhammad Ridwan       |
| 24 | PO   | Hariono               |
| 28 | OB   | Abdul Rahman Sulaiman |
| 54 | PO   | Zulham Zamrun         |
| 78 | BR   | I Made Wirawan        |
| 82 | NA   | Tantan                |
| 87 | NA   | Ilija Spasojević      |
| 99 | NA   | Yandi Munawar         |